# 729
Évszázadok: 7. század – 8. század – 9. század
Évtizedek: 670-es évek – 680-as évek – 690-es évek – 700-as évek – 710-es évek – 720-as évek – 730-as évek – 740-es évek – 750-es évek – 760-as évek – 770-es évek
Évek: 724 – 725 – 726 – 727 –  728 – 729 – 730 – 731 – 732 – 733 – 734

## Események

### Európa
- Eutükhiosz bizánci kormányzó velencei segítséggel felmenti a longobárdok által ostromlott székhelyét, Ravennát. Ezt követően békét és szövetséget köt Liutprand longobárd királlyal egymás lázongó vazallusainak lecsillapítására. Közösen megerősítik Liutprand uralmát a Beneventói és Spoletói Hercegségek fölött, majd Róma ellen vonulnak. II. Gergely pápának azonban sikerül különbékét kötnie a longobárdokkal és ezt követően Eutükhiosz is kiegyezik vele.
- Odo aquitániai herceg feleségül adja a lányát Oszmán ibn Naisszához (nyugati forrásokban Munuza), Katalónia berber kormányzójához és szövetséget kötnek a frank Martell Károly ellen.
- Meghal Osric northumbriai király. Utóda, végakaratának megfelelően Ceolwulf, az előző király, Coenred öccse.
- Dániában Samsø szigetén elkészül az 500 m széles földszorost átszelő Kanhave csatorna, a vikingek legnagyobb szabású építkezése.

### Omajjád Kalifátus
- Asrasz ibn Abdallah al-Szulami horászáni kormányzó a lázadó szogdok ellen vonul, de azok Buhara mellett a bajkandi csatában türges szövetségeseik segítségével bekerítik és elvágják a víztől az arabokat, akik csak nagy nehezen vágják át magukat és tudnak visszavonulni. A türgesek két hónapig ostrom alatt tartják a Szamarkand melletti Kamardzsa erődjét, de végül kénytelenek elvonulni.

### Japán
- A Fudzsivara-klán prominens képviselői, a Mucsimaro, Fuszaszaki, Maro és Umakai fivérek hamis vádak alapján halálra ítéltetik a kormányzat vezetőjét, Nagaja herceget (Sómu császár rokonát).

## Halálozások
- Osric, northumbriai király
- Nagaja, japán herceg
- Sen Csüan-csi, kínai költő

## Fordítás
- Ez a szócikk részben vagy egészben  a(z)   729 című angol Wikipédia-szócikk ezen változatának fordításán alapul.  Az eredeti cikk szerkesztőit annak laptörténete sorolja fel. Ez a jelzés csupán a megfogalmazás eredetét és a szerzői jogokat jelzi, nem szolgál a cikkben szereplő információk forrásmegjelöléseként.